# Unanimal
Unanimal är en svensk dokumentärfilm som hade premiär den 2 maj 2025. Filmen är regisserad av Tuva Björk och Sally Jacobson och producerad av Melissa Lindgren och Tobias Janson.

## Handling
I filmen får tittarna ta del av en fascinerande resa där djurens anpassningar till våra urbana liv står i fokus. Med både humor och eftertanke utforskas relationen mellan människan och andra djur.

## Medverkande (i urval)
- Isabella Rossellini